# Morningside Park (Manhattan)
Pour les articles homonymes, voir Morningside.
Morningside Park est un parc public de 30 acres (12 hectares) dans l'Upper Manhattan, à New York. Le parc est délimité par la 110e rue au sud, la 123e rue au nord, l'avenue Morningside à l'est et la promenade Morningside à l'ouest ; il forme la frontière entre les quartiers de Harlem et de Morningside Heights respectivement à l'est et à l'ouest. Une grande partie du parc est adjacente à l'université Columbia, située en limite ouest.

## Description
Le parc Morningside est géré par le département des parcs et des loisirs de la ville de New York. Sa géographie naturelle contient une falaise de roche schisteuse de Manhattan qui sépare le terrain élevé de Morningside Heights et le terrain de Harlem en contrebas. De plus, plusieurs affleurements rocheux, un étang ornemental artificiel et une cascade sont situés dans le parc. Ce dernier contient également trois sculptures, ainsi que plusieurs terrains de sport, des terrains de jeux et un arboretum.
La région près de Morningside Park était à l'origine connue sous le nom de Muscota par les Amérindiens Lenapes. L'aménagement du parc a été proposé pour la première fois par les commissaires de Central Park en 1867, et la ville a chargé les concepteurs de Central Park, Frederick Law Olmsted et Calvert Vaux, d'en réaliser un projet en 1873. Bien que Jacob Wrey Mould ait été sollicité pour concevoir de nouveaux plans en 1880, peu des progrès ont été accomplis jusqu'à ce qu'Olmsted et Vaux soient invités à modifier les plans après la mort de Mould en 1886. 
L'aménagement a été achevée en 1895 ; les monuments installés entre 1900 et 1914, suivis par les diamants de softball, les terrains de basketball et les terrains de jeux entre 1930 et 1950. Après que Columbia a proposé de construire un gymnase dans le parc en 1963, d'importantes protestations étudiantes ont éclaté en 1968, entraînant l'abandon de cette installation. À la fin du XXe siècle, le parc Morningside acquit une réputation criminogène et divers groupes ont prévu de rénover le parc. En 1990, le site abandonné du gymnase Columbia a été transformé en cascade et étang, l'arboretum fut ajouté en 1998.